# Munnogonium adenensis
Munnogonium adenensis är en kräftdjursart som beskrevs av Mueller1991. Munnogonium adenensis ingår i släktet Munnogonium och familjen Paramunnidae. Inga underarter finns listade i Catalogue of Life.